# Драгана Катић
Драгана Катић (Београд, 2. август 1965) је српска водитељка.

## Биографија
Рођена је 2. августа 1965. године у Београду, у тадашњој Социјалистичкој Републици Србији. Каријеру започиње 1986. године на телевизији РТБ. Највећи успех остварује као водитељка емисије Гранд шоу, који је обављала од 3. децембра 1998. године, када је основана дискографска кућа Grand Production. Касније је водила емисију Гранд парада, са сличним форматом као и претходна. Такође је водила једну сезону музичког такмичења Звезде Гранда, замењујући водитељку Сању Кужет која је у то време била на породиљском одсуству. Тренутно ради као водитељка емисије Никад није касно.
Такође је водила емисије Лето на Ади, Недељно поподне, као и доделе награда и фестивале Оскар популарности, Гранд фестивал и МЕСАМ. Свој глумачки деби остварује 2005. године у серији Љубав, навика, паника, улогом по имену Лили.

## Приватни живот
Има два сина близанца, Бојана и Бобана, са неименованим партнером. Током трудноће, када је премашила 30. годину, она и њен партнер су се разишли, тако да је она сама одгајала децу са слабијим присуством њиховог оца.